# 아라비두 왕조
아라비두 왕조는 비자야나가라 제국의 마지막 왕조이다. 왕조의 개창자는 티루말라 데바 라야로, 그의 형 라마 라야는 이전 왕조의 마지막 통치자의 섭정이었다. 1565년 탈리코타 전투에서 라마 라야가 전사한 후 데칸 술탄국 연합군이 비자야나가라를 파괴했다.안드라 지역에 기반을 둔 아라비두 가문은 자신들이 크샤트리야라고 주장했다. 그들은 자신들이 아트레야 고트라에 속한다고 주장하며 동찰루키아 왕 라자라야 나렌드라의 혈통을 추적했다.
아라비두 왕조는 17세기 비자야나가르 제국이 멸망한 후 아네군디의 라자로 자리 잡으며 통치를 계속했다. 아라비두 왕조의 이 후손들은 적극적인 정치 권력을 가지고 있지는 않지만 비자야나가라 제국과의 연관성으로 인해 존경받는 경우가 많다.

## 역대 황제
| 대수 | 이름               | 재위                     | 비고        |
| ---- | ------------------ | ------------------------ | ----------- |
| 22   | 알리야 라마 라야   | 1542년 ~ 1565년 1월 23일 |             |
| 23   | 티루말라 데바 라야 | 1565년 ~ 1572년          |             |
| 24   | 스리랑가 1세       | 1572년 ~ 1586년          |             |
| 25   | 벤카타 2세         | 1586년 ~ 1614년          |             |
| 26   | 스리랑가 2세       | 1614년                   |             |
| 27   | 라마 데바 라야     | 1617년 ~ 1632년          |             |
| 28   | 벤카타 3세         | 1632년 ~ 1642년          |             |
| 29   | 스리랑가 3세       | 1642년 ~ 1646/78년       | 마지막 군주 |